# 施瓦德瑙

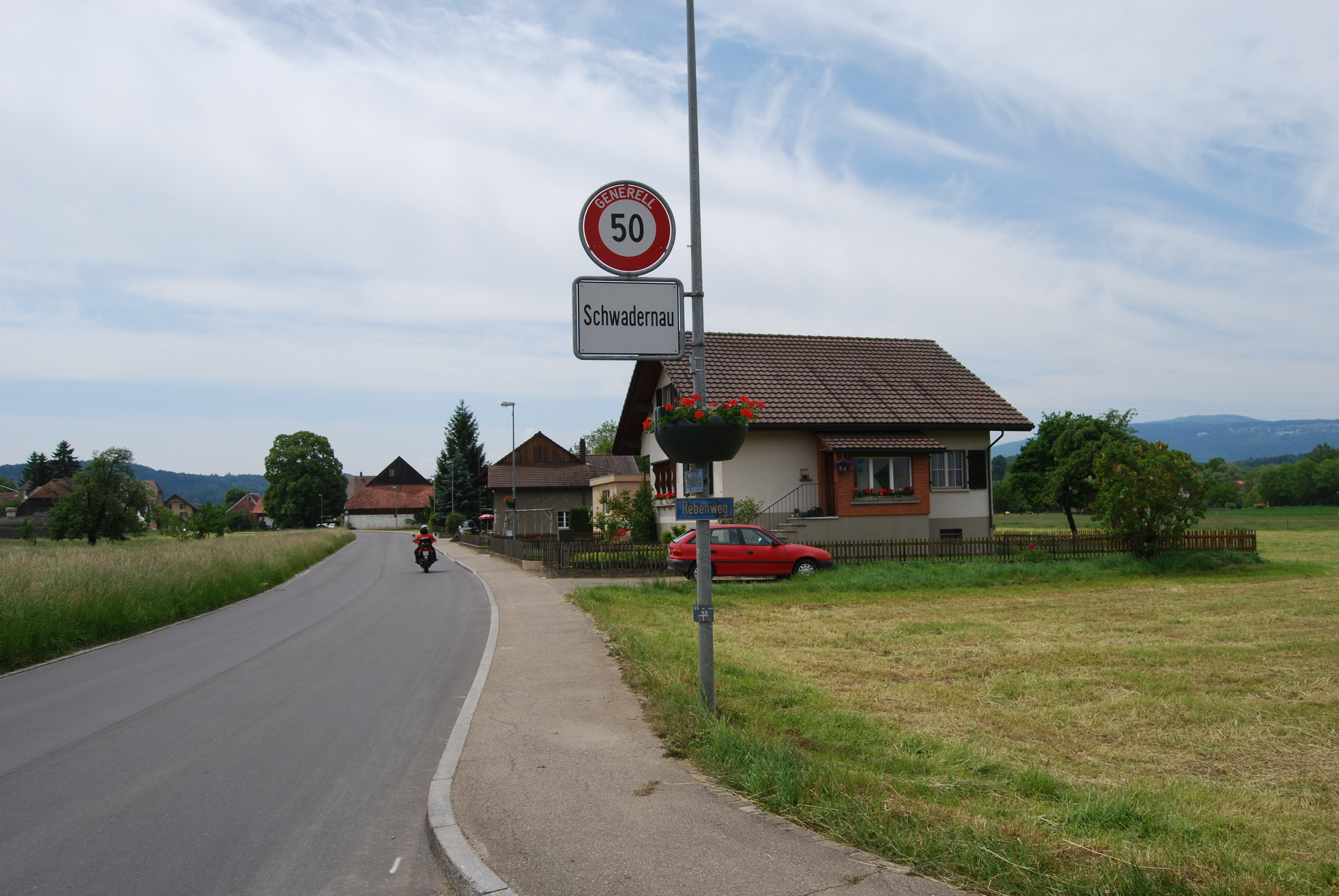

施瓦德瑙是瑞士的城鎮，位於該國中西部，由伯恩州負責管轄，面積4.14平方公里，七成半土地是農業用地，海拔高度437米，2011年人口649，人口密度每平方公里157人。